# Nudur fractivittarum
Nudur fractivittarum là một loài bướm đêm thuộc phân họ Arctiinae, họ Erebidae.